# Simon & Garfunkel
Simon & Garfunkel (МФА: [ˈsaɪmən & ˈɡɑrfəŋkəl]; вариации написания на русском языке: «Саймон и Гарфанкел», «Саймон и Гарфункель», «Саймон и Гарфанкель», «Саймон и Гарфункл») — американский фолк-рок-дуэт, состоявший из автора-исполнителя Пола Саймона и певца Арта Гарфанкела. Саймон и Гарфанкел являются одним из самых продаваемых музыкальных коллективов 1960-х годов: их дискография включает три сингла, занимавших первую строчку в американских хит-парадах: «The Sound of Silence» (1965), и двое победителей премии «Грэмми» за лучшую запись года, — «Mrs. Robinson» (1968) и «Bridge over Troubled Water» (1970). Среди прочих хитов — «Homeward Bound», «I Am a Rock», «A Hazy Shade of Winter» (1966), «Scarborough Fair/Canticle» (1966; сингл 1968 года), «The Boxer» (1969), «Cecilia» (1970) и «America» (1968; сингл 1972 года).
Саймон и Гарфанкел познакомились в начальной школе в Куинсе, штат Нью-Йорк, в 1953 году, где они самостоятельно научились строить вокальную гармонию и начали писать песни. В подростковом возрасте под именем Tom & Jerry они добились небольшого успеха с песней «Hey Schoolgirl» (1957), подражая своим кумирам, рок-дуэту The Everly Brothers. В 1963 году на волне интереса публики к фолк-музыке они вернулись к совместному творчеству и подписали контракт с Columbia Records как Simon & Garfunkel. Их дебютный альбом Wednesday Morning, 3 A.M., вышедший в октябре 1964 года, не имел коммерческого успеха. Саймон вернулся к сольной карьере, на этот раз в Англии. В июне 1965 года новая версия акустической песни «The Sound of Silence» из дебютного альбома дуэта, с наложенными электро-, бас-гитарой и барабанами, выпущенная без их ведома, стала хитом на тогдашнем радио в США, заняв первое место в Billboard Hot 100. Дуэт воссоединился, выпустив второй студийный альбом Sounds of Silence в январе 1966 года, с которым они отправились в турне по колледжам Соединённых Штатов. В своём третьем релизе, Parsley, Sage, Rosemary and Thyme (октябрь 1966), по их словам, к своему творчеству они стали подходить более ответственно. Их музыка прозвучала в фильме 1967 года «Выпускник», что придало им ещё большую известность. Их следующий альбом Bookends (апрель 1968 года) возглавил чарт Billboard 200 и включал сингл номер один «Mrs. Robinson» из фильма. В течение 16 недель подряд, с апреля по июль 1968 года, саундтрек к «Выпускнику» и Bookends попеременно занимали первое место в чарте Billboard Top 200.
У Саймона и Гарфанкела возникали творческие трения, что привело их к разногласиям и разрыву отношений в 1970 году. Их последний студийный альбом Bridge over Troubled Water был выпущен в январе того же года и стал одним из самых продаваемых альбомов в мире. После их распада Саймон выпустил ряд известных альбомов, в том числе Graceland 1986 года. Гарфанкел выпустил сольные хиты, такие как «All I Know», и ненадолго продолжил актёрскую карьеру, сыграв главные роли в фильмах Майка Николса «Уловка-22» и «Познание плоти», а также в фильме Николаса Роуга «Нетерпение чувств» 1980 года. Дуэт собирался вновь несколько раз. На их концерте 1981 года в Центральном парке Нью-Йорка присутствовало свыше 500 000 человек, что стало одним из самых посещаемых концертов в истории.
Саймон и Гарфанкел получили семь премий «Грэмми» — плюс четыре премии зала славы — и стали членами Зала славы рок-н-ролла в 1990 году. Музыкальный журналист Ричи Унтербергер назвал их «самым успешным фолк-рок-дуэтом 1960-х» и одними из самых популярных исполнителей десятилетия. Они входят в число самых продаваемых музыкальных исполнителей, реализовав более ста миллионов пластинок. Они заняли 40-е место в списке 100 величайших исполнителей всех времён по версии журнала Rolling Stone за 2010 год и третье место в списке величайших дуэтов.

## История

### 1953—1956: Ранние годы
Пол Саймон и Арт Гарфанкел, родившиеся с разницей менее чем в месяц, выросли в 1940-х и 1950-х годах в еврейском районе Кью-Гарденс-Хилс в Куинсе, штат Нью-Йорк, в трёх кварталах друг от друга. Учились в государственной школе 164 в Кью-Гарденс-Хилс, средней школе Парсонса и средней школе Форест-Хилс. Они оба были увлечены музыкой: слушали по радио рок-н-ролл, в особенности The Everly Brothers. Саймон заметил Гарфанкела на выступлении, когда тот пел на шоу талантов в четвёртом классе. По мнению Саймона, это было хорошим способом привлечь девочек. Пол и Арт подружились в 1953 году, когда они вдвоём приняли участие в адаптации «Алисы в стране чудес» для шестого класса. В составе уличной ду-воп-группы The Peptones, основанной Саймоном и Гарфанкелом вместе с тремя их друзьями, они обучились гармонии. Чуть позже Пол и Арт начали выступать дуэтом на школьных танцах.
В 1956 году после перехода в среднюю школу Форест-Хилc Саймон и Гарфанкел написали свою первую совместную песню «The Girl for Me». Отец Саймона отправил рукописную копию текста в Библиотеку Конгресса для регистрации авторских прав. Дуэт написал композицию «Hey Schoolgirl» по мотивам песни The Everly Brothers «Hey Doll Baby», которая впоследствии была записана за 25 долларов в манхэттенской студии Sanders. Тогда их прослушал Сид Просен, которому песня понравилась, и, после разговора с родителями 15-летних мальчиков, он подписал контракт о сотрудничестве дуэта с независимым лейблом Big Records. Как спустя годы говорил Гарфанкел, он никогда бы не пошёл в музыку и шоу-бизнес, если бы Пол «не потянул его за собой». Гарфанкел «слишком боялся конкурентного, взрослого мира рок-н-ролла».

### 1957—1964: Tom & Jerry и ранние записи

Рекламное фото Тома и Джерри, 1957 год

Под Big Records Саймон и Гарфанкел стали выступать под именем Tom & Jerry (Том и Джерри), до этого уже использовав псевдоним на местных концертах. Изначально вдохновившись названием и именами персонажей одноимённого мультсериала, фамилии Пол и Арт придумали уже самостоятельно. Арт взял псевдоним Том Граф как из-за своего интереса к математике, так и из-за привычки отмечать положение любимых поп-песен в чартах на миллиметровой бумаге. Пол, в свою очередь, стал Джерри Лэндисом — по фамилии девушки, с которой он тогда встречался. Во время совместного интервью 1983 года дуэт утверждал, что название было придумано самим лейблом Big Records.
«Вы не можете себе представить, каково было иметь хитовую пластинку в 16 лет. Это сделало меня героем района.».
Их первый сингл «Hey Schoolgirl» (на стороне «Б» находилась «Dancin' Wild») был выпущен в 1957 году. Просен, используя систему «пэйола», подкупил диджея Алана Фрида, заплатив 200 долларов, чтобы диск-жокей поставил сингл на своё радио-шоу. Там песня попала в регулярную вечернюю радиоротацию. Сингл с песней «Hey Schoolgirl» регулярно транслировался на общенациональных поп-станциях, в результате чего было продано более 100 000 копий, и он занял 49-е место в чартах Billboard.
Просен активно продвигал коллектив, благодаря чему они стали хедлайнерами телепередачи American Bandstand Дика Кларка вместе с Джерри Ли Льюисом. Саймон и Гарфанкел разделили около 4000 долларов от гонораров с песни, заработав по два процента каждый из гонораров, а остальное осталось у Просена. Они выпустили ещё три сингла на Big Records («Our Song», «That’s My Story» и «Baby Talk»), но ни один из них не имел успеха.
После окончания средней школы Форест-Хилc в 1958 году парни продолжили получать образование. Саймон изучал английский язык в Куинс-колледже, Городском университете Нью-Йорка, а Гарфанкел изучал архитектуру, прежде чем переключиться на историю искусств в Колумбийском колледже Колумбийского университета. Оставаясь дуэтом с Гарфанкелом на Big Records, Саймон под придуманным Просеном псевдонимом «True Taylor» выпустил сольный сингл «True or False», который написал отец Саймона — Ли. Он был профессиональным басистом и руководителем танцевального оркестра. Данное решение Саймона выступить в соло расстроило Гарфанкела, который расценил это как предательство. Эмоциональное напряжение, возникшее между ними, время от времени проявлялось на протяжении их дальнейших творческих отношений. Саймон и Гарфанкел продолжали записываться как сольные исполнители: Гарфанкел сочинил и записал «Private World» для Octavia Records, и «Beat Love» — под именем Арти Гарр — для Warwick; Саймон записывался с The Mystics (1961) и Tico and Triumphs (1961—1962), а также писал и записывался под именами Джерри Лэндис (1960—1962) и Пол Кейн (1964).
В 1959 году Саймон также сосредоточился на продюсерской работе. Ещё учась в колледже, он развил прибыльный бизнес, записывая демозаписи по найму. За 25 долларов за сеанс он мог написать и исполнить демо-версию песни для другого артиста. «Именно там я научился «объединять» вокал и делать наложения — как делать записи», — позже рассказал он журналу Life. Опыт Пола в записи разнообразных демо сделал его разносторонним исполнителем. Примерно в это же время он познакомился со студенткой Куинс-колледжа Кэрол Клайн (позже Кинг), с которой они создали дуэт Cosines. «Кэрол играла на пианино, барабанах и пела. Я пел и играл на гитаре и басу», — вспоминал Саймон. Ещё одним его клиентом был Джерри Гоффин, спустя некоторое время ставший супругом Кэрол.
После выпуска в 1963 году Саймон присоединился к Гарфанкелу, который всё ещё учился в Колумбийском университете, чтобы снова выступить дуэтом, на этот раз с общим интересом к фолк-музыке. Саймон поступил на неполный рабочий день в Бруклинскую юридическую школу. К концу 1963 года, называя себя Kane & Garr (Кейн и Гарр), они выступали в Gerde's Folk City, гринвичском клубе, где по вечерам каждого понедельника устраивались выступления «с открытым микрофоном». Они исполнили три новые песни — «Sparrow», «He Was My Brother» и «The Sound of Silence» — и привлекли внимание сотрудника Columbia Records Тома Уилсона, специалиста по рекламе и репертуару, а также продюсера (который позже станет ключевым «архитектором» перехода Боба Дилана от фолка к року). Как «звёздный продюсер» лейбла, он хотел записать «He Was My Brother» с новой британской группой The Pilgrims. Саймон убедил Уилсона позволить ему и Гарфанкелу пройти прослушивание в студии, где они исполнили «The Sound of Silence». По настоянию Уилсона Columbia подписала с ними контракт.
Дебютный студийный альбом Саймона и Гарфанкела, Wednesday Morning, 3 A.M., спродюсированный Уилсоном, был записан в течение трёх сессий в марте 1964 года и выпущен в октябре. Он содержал пять композиций Саймона («Bleecker Street», «Sparrow», «The Sound of Silence», «He Was My Brother» и «Wednesday Morning, 3 A.M.»), две народные песни разных народов (шотландская «Peggy-O» и афроамериканская «Go Tell It on the Mountain») и пять каверов песен в стиле фолка («You Can Tell the World», «Last Night I Had the Strangest Dream», «Benedictus», «The Sun Is Burning» и «The Times They Are a-Changin’»). Саймон был непреклонен в решении избегать дальнейшего использования дуэтом сценических псевдонимов. 31 марта 1964 года Columbia организовала рекламную презентацию в Gerde’s Folk City. Это был первый публичный концерт дуэта под именем Simon & Garfunkel.

### 1964—1965: Саймон в Англии, Гарфанкел в колледже
Альбом Wednesday Morning, 3 A.M. был продан тиражом всего в 3000 копий. Вскоре после его записи Саймон переехал в Англию, где он гастролировал по небольшим клубам фолк-музыки и подружился с фолк-артистами, такими как Берт Дженш, Мартин Карти, Эл Стюарт и Сэнди Денни. Тогда же он встретил Кэти Читти, которая стала объектом его привязанности. Пол посвятил ей как минимум две своих песни — «Kathy’s Song» и «America».
Небольшое музыкальное издательство Lorna Music получило лицензию на сингл «Carlos Dominguez», который Саймон записал двумя годами ранее как Пол Кейн, для выпуска, впоследствии успешного, кавера Вэла Дуникана. Саймон посетил Lorna, чтобы поблагодарить их; результатом встречи стал контракт на публикацию и запись. Он подписал контракт с лейблом Oriole и выпустил сингл «He Was My Brother». Саймон пригласил Гарфанкела в Англию на лето 1964 года.
Ближе к концу сезона Гарфанкел вернулся в «Колумбию» на занятия. Саймон также вернулся в США и возобновил учёбу в Бруклинской школе права в течение одного семестра, во многом по настоянию родителей. Он вернулся в Англию в январе 1965 года, теперь уверенный, что музыка — его призвание. Тем временем владелица его съёмной квартиры Джудит Пайп скомпилировала запись его работы в Lorna и отправила её на BBC, надеясь, что она попадёт в ротацию. Демоверсии крутились на утреннем шоу Five to Ten и сразу же начали пользоваться успехом. К тому моменту Oriole присоединились к CBS в надежде записать новый альбом Саймона.
В июне 1965 года Пол Саймон записал свой первый сольный альбом The Paul Simon Songbook, в который вошли будущие основные произведения Саймона и Гарфанкела, включая «I Am a Rock» и «April Come She Will». CBS пригласили Уилсона продюсировать пластинку, и он остановился в квартире Саймона. Альбом вышел в августе.  Хотя продажи были плохими, Саймон был доволен своими перспективами в Англии. Гарфанкел получил высшее образование в 1965 году, вернувшись в Колумбийский университет, чтобы получить степень магистра математики, до этого уже став бакалавром гуманитарных наук.

### 1965—1966: Прорыв и успех в мейнстриме
Ночной ди-джей бостонской радиостанции WBZ Дик Саммер поставил «The Sound of Silence», песня полюбилась студенческой аудитории. На следующий день её подхватили на восточном побережье США. Услышав об этой новой волне интереса, Том Уилсон вдохновился успехом «гибрида» фолк-рока «Like a Rolling Stone» и создал рок-ремикс на «The Sound of Silence» с помощью студийных музыкантов. Ремикс, уже под названием «The Sounds of Silence», был выпущен в сентябре 1965 года и в конечном итоге попал в Billboard Hot 100. Уилсон не сообщил дуэту о своих планах, и Саймон был «в ужасе», когда впервые услышал результат.

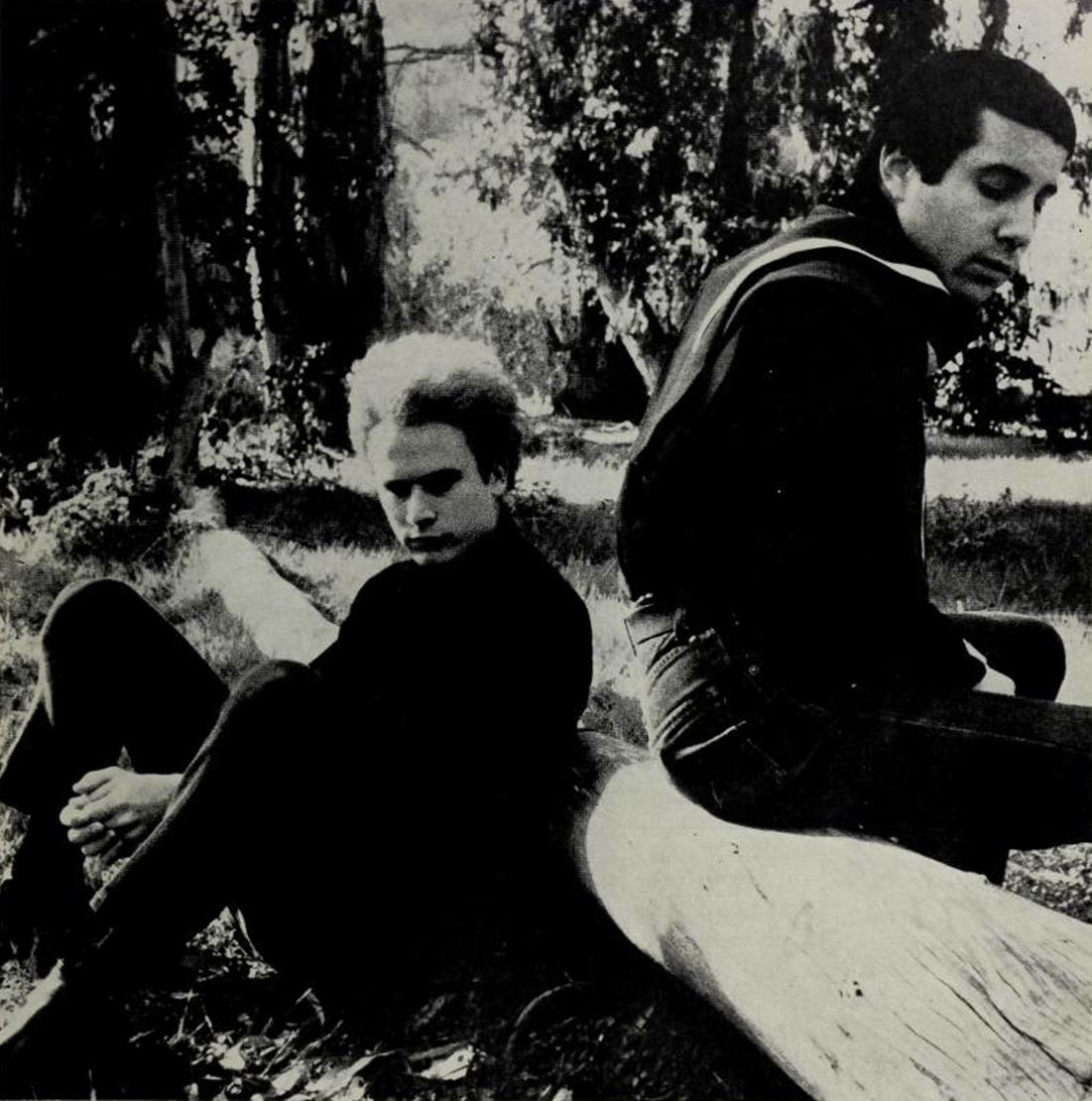
Саймон и Гарфанкел на обложке журнала Cash Box, 1966 год

К январю 1966 года сингл «The Sounds of Silence» возглавил Hot 100 с тиражом более миллиона копий. Саймон, оставив своих друзей и Читти в Англии, воссоединился с Гарфанкелом в Нью-Йорке. С целью «оседлать» волну хита CBS потребовали, чтобы новый альбом назывался Sounds of Silence. Записанный за три недели и состоящий из перезаписанных песен, ранее появившихся на сольнике Пола, и четырёх новых треков, Sounds of Silence был срочно выпущен в середине января 1966 года и занял 21-е место в чарте Billboard Top LPs. Неделей позже был выпущен сингл «Homeward Bound», попавший в первую десятку чартов США; за ним последовал «I Am a Rock», занявший третье место. Роль продюсера этого и следующего альбомов группы Уилсон поручил коллеге Бобу Джонстону. Дуэт поддержал продвижение записи общенациональным туром по США, включая выступление во время первых весенних выходных Массачусетского университета в Бостоне, где дуэт был хедлайнером. CBS продолжили продвижение, перевыпустив Wednesday Morning, 3 A.M., который занял 30-е место в чартах. Несмотря на успех, некоторые критики высмеивали дуэт как искусственную имитацию фолк-музыки.
Поскольку Sounds of Silence делался в спешке, чтобы извлечь выгоду из своего внезапного успеха, они уделили больше времени на создание их следующей работы. Впервые Саймон настоял на полном контроле над записью. Студийная работа началась в 1966 году и заняла девять месяцев. Гарфанкел считал, что они реализовались как продюсеры во время записи народной баллады «Scarborough Fair» («Scarborough Fair/Canticle»), поскольку они постоянно были рядом со звукорежиссёром Роем Хейли, занимающимся микшированием. Parsley, Sage, Rosemary and Thyme был выпущен в октябре 1966 года, после выпуска нескольких синглов и аншлаговых концертов в кампусах колледжей. Дуэт возобновил своё турне по колледжам одиннадцать дней спустя, создав образ, который был описан как «отчуждённый», «странный» и «поэтичный». Также был за него ответственен менеджер Морт Льюис, поскольку он удерживал Саймона и Гарфанкела от появления на телевидении, если только им не разрешалось играть непрерывный сет или вручную подбирать сет-лист. Саймон, которому тогда было 26 лет, считал, что он «добился» высшего пилотажа в рок-н-ролле, сохранив при этом художественную целостность. По словам его биографа Марка Элиота, подобные размышления сделали его «духовно ближе к Бобу Дилану, чем, скажем, к Бобби Дарину». Дуэт выбрал агентство William Morris в качестве своего «агента по поиску талантов» по рекомендации Уолли Амоса, также друга Уилсона.

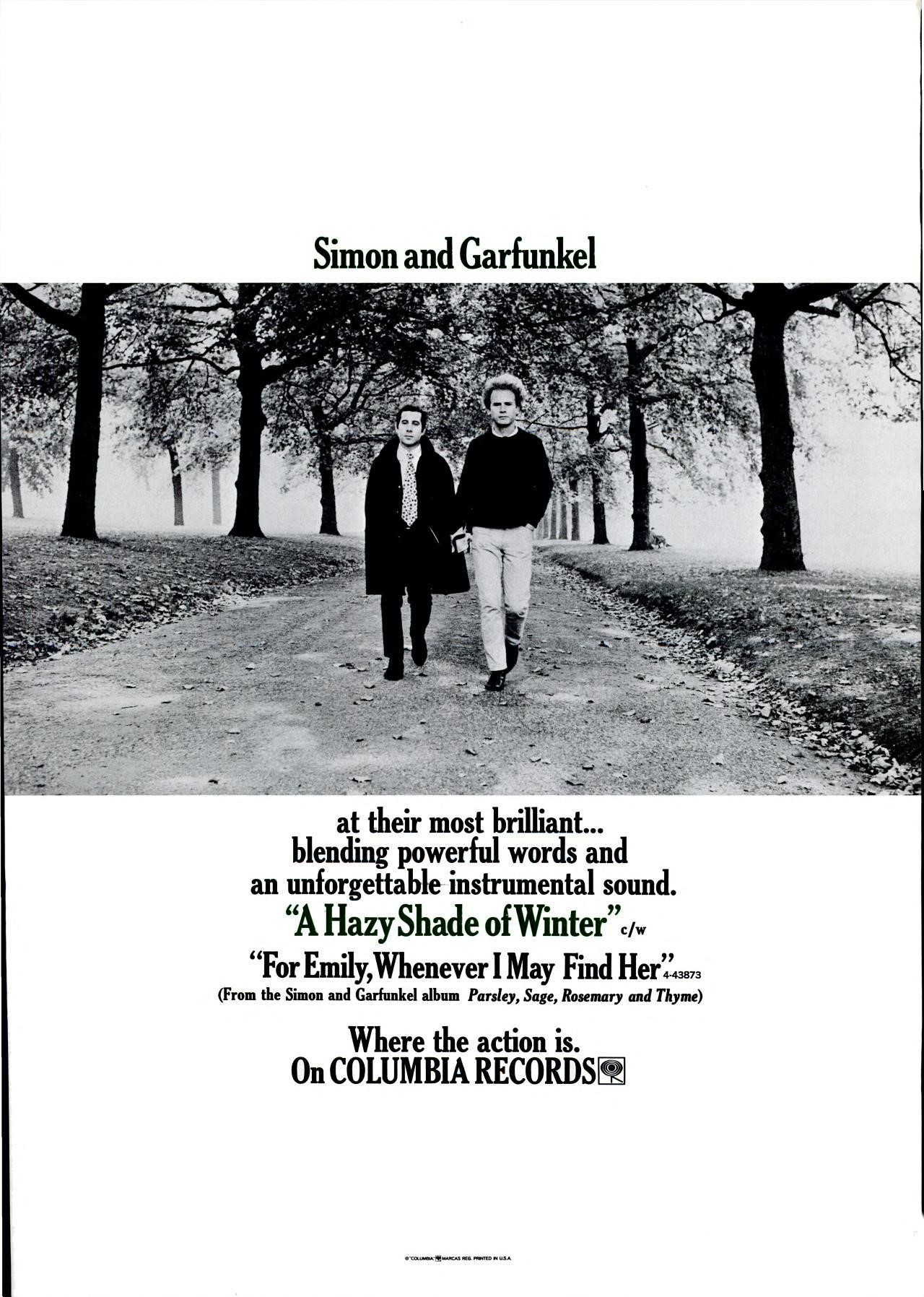
Реклама сингла «A Hazy Shade of Winter» / «For Emily, Whenever I May Find Her» в журнале Billboard, 1966 год

Во время сессий для Parsley, Sage, Rosemary and Thyme Саймон и Гарфанкел записали «A Hazy Shade of Winter». Она была выпущена как сингл, заняв 13 строчку в национальных чартах. Сингл «At the Zoo», записанный в январе 1967 года, занял 16-е место. Примерно в это же время Саймон начал работу над своим следующим альбомом, сказав журналу High Fidelity, что синглы его больше не интересуют. У него развился творческий кризис, который помешал дуэту выпустить альбом в 1967 году. Многие другие успешные исполнители уровня Саймона и Гарфанкела, как ожидалось, выпускали по два-три альбома в год. Дуэт работал не в полную силу и это беспокоило руководителей Columbia. Опасаясь очевидного безделья Саймона, председатель Columbia Records Клайв Дэвис договорился с начинающим продюсером Джоном Саймоном о начале записи. Саймон не доверял руководителям лейбла. Однажды они с Гарфанкелом записали встречу с Дэвисом, который выступал с «отеческой речью» об ускорении производства, чтобы позже посмеяться над этим. На телевизионных выступлениях дуэт появлялся редко: в передачах телевизионных сетей — шоу Эда Салливана и шоу Майка Дугласа в 1966 году, дважды в The Smothers Brothers Comedy Hour в 1967 году, а также шоу Энди Уильямса в 1968 году.
Тем временем режиссёр Майк Николс, снимавший тогда «Выпускника», был очарован записями Саймона и Гарфанкела и много слушал их до и после съёмок. Он встретился с Клайвом Дэвисом, чтобы договориться о покупке лицензии и получении прав на использование музыку дуэта для своего фильма. Дэвис счёл, что сделка выгодна, предполагая, что альбом с саундтреком станет бестселлером. Саймон был не столь восприимчив и остерегался «распродаваться». Однако, познакомившись с Николсом и оставшись под впечатлением от его остроумия и сценария, он согласился написать новые песни для фильма. Леонард Хиршан, влиятельный агент William Morris, заключил сделку, по которой Саймону было выплачено 25 000 долларов за то, чтобы он представил три песни Николсу и продюсеру Лоуренсу Турману. Когда Николса не впечатлили песни Саймона «Punky’s Dilemma» и «Overs», Саймон и Гарфанкел предложили другую, незавершённую песню, которой стала «Mrs. Robinson». Николсу она понравилась.

### 1967—1968: Студийный период и непубличность
Четвёртый студийный альбом Саймона и Гарфанкела, Bookends, был записан урывками с конца 1966 по начало 1968 года. Хотя альбом планировался давно, работа над ним всерьёз началась только в конце 1967 года. Дуэт был связан старым договором с лейблом, в котором оговаривалась оплата сессий. Саймон и Гарфанкел решили этим воспользоваться, наняв альтистов, духовых и перкуссионистов. Краткость пластинки отражает её лаконичное и перфекционистское производство: команда потратила более 50 часов на запись «Punky’s Dilemma», перезаписывая некоторые вокальные партии, иногда ноту за нотой, до тех пор, пока все не оставались довольными.  Голос и песни Гарфанкела солировали в пластинке, и та гармоничность, которой был известен дуэт, постепенно исчезли. Для Саймона релиз Bookends завершил его коллаборации с Гарфанкелом и обозначил желание заняться сольным творчеством. Продюсером Bookends и следующего, последнего альбома (кроме самих Пола и Арта), стал звукорежиссёр Рой Хейли.
Перед релизом альбома дуэт выступил на фестивале в Монтерее, который ознаменовал начало «Лета любви» на западном побережье. Тем летом пластинка «Fakin’ It» была выпущена в качестве сингла, пользуясь лишь скромным успехом на радио. В то время радиовещание в FM диапазоне активно росло и дуэт был нацелен на исполнении песен на этих частотах. В январе 1968 года дуэт появился на специальном концерте Kraft Music Hall — Three for Tonight, исполнив десять песен, в основном, из их предыдущего альбома. Bookends был выпущен лейблом Columbia Records в апреле 1968 года, за 24 часа до убийства Мартина Лютера Кинга-младшего, которое вызвало общенациональное возмущение и беспорядки. Альбом дебютировал в списке лучших пластинок Billboard в выпуске от 27 апреля 1968 года, поднявшись на первое место и оставаясь на этой позиции в течение семи недель подряд. В целом он оставался в чарте в течение 66 недель. За несколько недель до выхода на покупку альбома поступило так много заказов, что Columbia ускорила сертификацию, подав заявку ещё до того, как экземпляры покинули склад. Этот факт рекламировался в печатной рекламе. Альбом стал бестселлером дуэта. Также внимание к альбому было приковано из-за саундтрека к фильму «Выпускник», который вышел в прокат десятью неделями раньше. Продюсером саундтрека стал Тео Масеро, впоследствии принявший участие в создании некоторых культовых джазовых альбомов. В итоге продажи альбома превысили пять миллионов экземпляров.
Дэвис спрогнозировал ситуацию на музыкальном рынке в связи с выходом альбома, предложив повысить цену Bookends с одного доллара до 5 долларов 79 центов, что было выше тогдашней стандартной розничной цены. Это отчасти компенсировало большой плакат, включённый в виниловые копии. Саймон отверг предложение, усмехнувшись и добавив, что «альбом, несомненно, станет самой продаваемой пластинкой Columbia в том году», не оценив усилий Дэвиса по раскручиванию дуэта. По словам биографа Марка Элиота, Дэвис был оскорблён отсутствием у них благодарности за то, что, по его мнению, было его миссией в превращении их в суперзвёзд. Вместо того чтобы реализовать план Дэвиса, Саймон и Гарфанкел продлили контракт с Columbia, который гарантировал им более высокую ставку роялти. На церемонии вручения премии «Грэмми» 1969 года ведущий сингл «Mrs. Robinson» стал первой рок-н-ролльной песней, получившей награду «Запись года», а также победил в номинации «Лучшее вокальное поп-исполнение дуэтом или группой».

### 1969—1970: Отдаление друг от друга и последний альбом
Bookends, наряду с саундтреком «Выпускника», сделал Саймона и Гарфанкела крупнейшим рок-дуэтом в мире. Продюсеры обращались к Саймону с просьбой написать музыку к фильмам или дать разрешение на использование лицензированных песен. Он отказал Франко Дзеффирелли, который готовился снимать «Брата Солнце, сестру Луну», и Джону Шлезингеру («Полуночный ковбой»). В дополнение к голливудским предложениям Саймон отклонил запрос продюсеров бродвейского шоу «Джимми Шайн» (в главной роли снимался друг Саймона Дастин Хоффман, также исполнитель главных ролей в «Выпускнике» и «Полуночном ковбое»). Саймон также сотрудничал с Леонардом Бернстайном над «священной мессой», но вскоре вышел из проекта, «сочтя его слишком далёким от своей зоны комфорта».
Гарфанкел начал сниматься и сыграл капитана Нэйтли в фильме Майка Николса «Уловка-22» (1970). Саймон должен был сыграть персонажа Данбара, но сценарист Бак Генри решил, что фильм уже переполнен персонажами, и вычеркнул роль Саймона из сценария. Съёмки начались в январе 1969 года и продолжались около восьми месяцев — дольше, чем ожидалось. Постановка поставила под угрозу отношения в дуэте. Саймон так и не закончил ни одной из новых песен, но дуэт планировал концерты после окончания съёмок. После того, как съёмки закончились, первое выступление состоялось в октябре в Эймсе, штат Айова. Планировалось, что поездка будет их последним турне. Американская часть тура завершилась 27 ноября в Карнеги-холле при аншлагах. Дуэт работал с режиссёром Чарлзом Гродином и подготовил специальный документальный фильм для CBS Songs of America, новостной повесткой которого были репортажи с участием лидеров общественного мнения, дискуссии о политических событиях, прежде всего таких как война во Вьетнаме, борьба Мартина Лютера Кинга-младшего, похороны Джона Фицджералда Кеннеди, правозащита Сесара Чавеса и Марш бедных людей. Специальный выпуск транслировался только один раз, а потом его сняли с эфира из-за давления властей по поводу его содержания. BBC сообщили, что «миллион зрителей отреагировал тем, что переключил канал и вместо этого посмотрел фигурное катание на канале NBC».

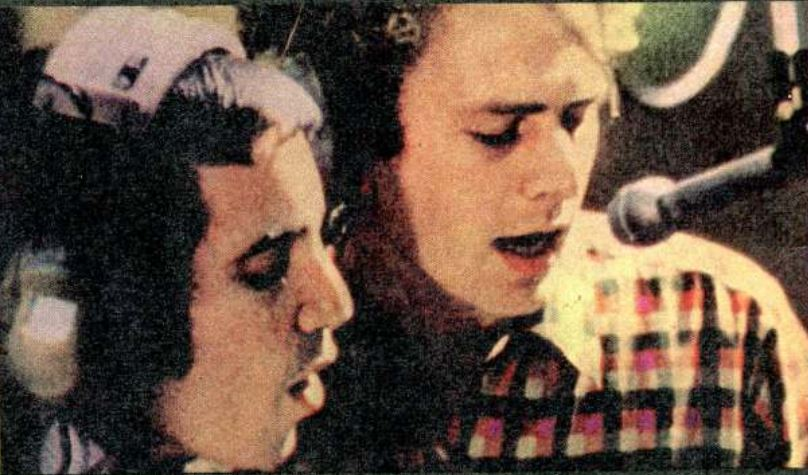
Саймон и Гарфанкел во время записи Bridge over Troubled Water, ноябрь 1969 года

Bridge over Troubled Water, последний студийный альбом Саймона и Гарфанкела, был выпущен в январе 1970 года и попал в чарты более чем в 11 странах. В подавляющем большинстве, 10 из них, альбом возглавил чаты, включая Billboard Top LP в США и UK Albums Chart. В итоге его признали альбомом-бестселлером в 1970, 1971 и 1972 годах. На тот момент он был самым продаваемым альбомом всех времён. Он также был альбомом-бестселлером CBS Records до выхода Thriller Майкла Джексона в 1982 году. Альбом возглавлял чарты Billboard в течение 10 недель и оставался в чартах 85 недель. В Великобритании альбом возглавлял чарты в течение 35 недель и провёл в них 285 недель в рейтинге топ-100 с 1970 по 1975 год. С тех пор было продано более 25 миллионов копий по всему миру. «Bridge over Troubled Water», ведущий сингл, достиг первого места в пяти странах и стал самой продаваемой пластинкой дуэта. Песня была перепета более чем 50 исполнителями, включая Элвиса Пресли, Джонни Кэша, Арету Франклин, Джима Нэйборса, Шарлотту Черч, Мейнарда Фергюсона, Вилли Нельсона, Роя Орбисона, Майкла Уитакера Смита, Джоша Гробана и хор Мормонской Скинии. «Cecilia» достигла четвёртого места в чартах США, а «El Condor Pasa (If I Could)» — 18-го. После выхода альбома последовало краткое британское турне и последний концерт дуэта, состоявшийся на стадионе Форест-Хилс. В 1971 году альбом получил шесть наград на 13-й ежегодной премии «Грэмми», включая «Альбом года».

### 1971—1990: Распад, разногласия и воссоединения
Запись Bridge over Troubled Water была трудной, и отношения Саймона и Гарфанкела ухудшились. «В тот момент я просто хотел уйти», — сказал позже Саймон. По настоянию своей жены Пегги Харпер Саймон позвонил Дэвису, чтобы подтвердить разрыв дуэта. В течение следующих нескольких лет Пол и Арт разговаривали всего два-три раза в год.

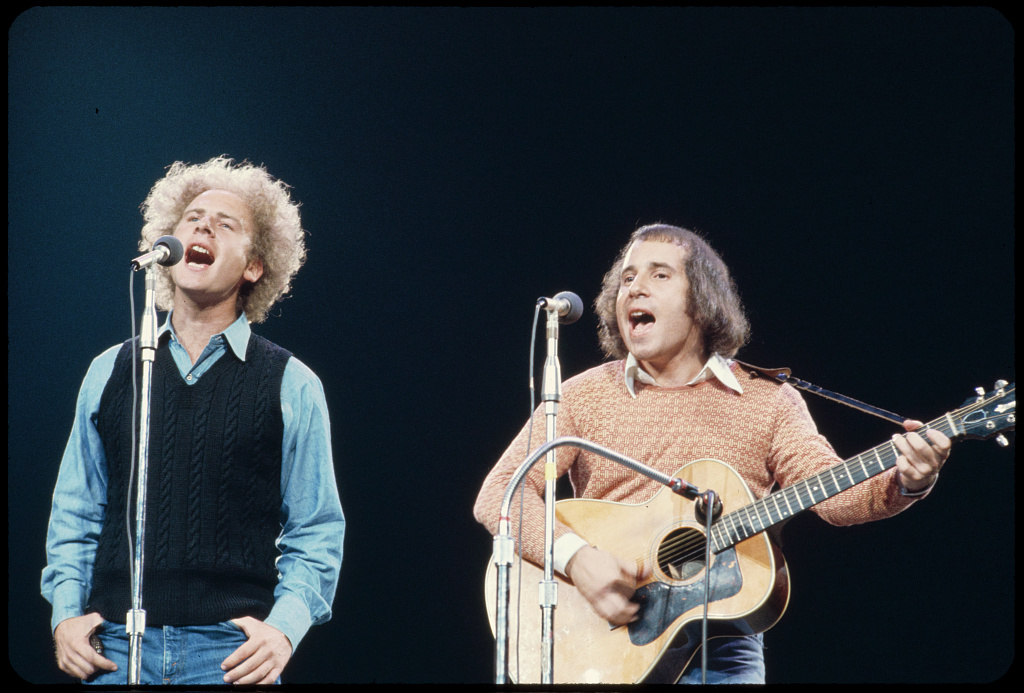
Гарфанкел и Саймон на концерте в Мэдисон-сквер-гарден, июнь 1972 года

В 1970-х годах дуэт несколько раз воссоединялся. Их первое воссоединение состоялось на благотворительном концерте «Together for McGovern» в честь кандидата в президенты Джорджа Макговерна. Концерт прошёл в нью-йоркском Мэдисон-сквер-гарден в июне 1972 года. В 1975 году они помирились, посетив вместе сессию звукозаписи с Джоном Ленноном и Гарри Нилсоном. До конца года они пытались вновь воссоединиться, но в результате их коллаборации получилась только одна песня, «My Little Town», которая была включена в сольные альбомы обоих исполнителей — Still Crazy After All These Years Саймона и Breakaway Гарфанкела, оба выпущенные в 1975 году. В том же году Гарфанкел присоединился к Саймону для попурри из трёх песен в передаче Saturday Night Live, гостем которой был Саймон. В 1977 году Арт вновь исполнил несколько песен с Полом для The Paul Simon Special, а позже, в том же году, они записали кавер на песню Сэма Кука «(What a) Wonderful World» с Джеймсом Тейлором. После возвращения Гарфанкела в Нью-Йорк в 1978 году былая напряжённость, казалось, рассеялась, когда дуэт начал чаще взаимодействовать. 1 мая 1978 года Саймон присоединился к Гарфанкелу на концерте, проходившем в Карнеги-холле в поддержку инвалидов по слуху.

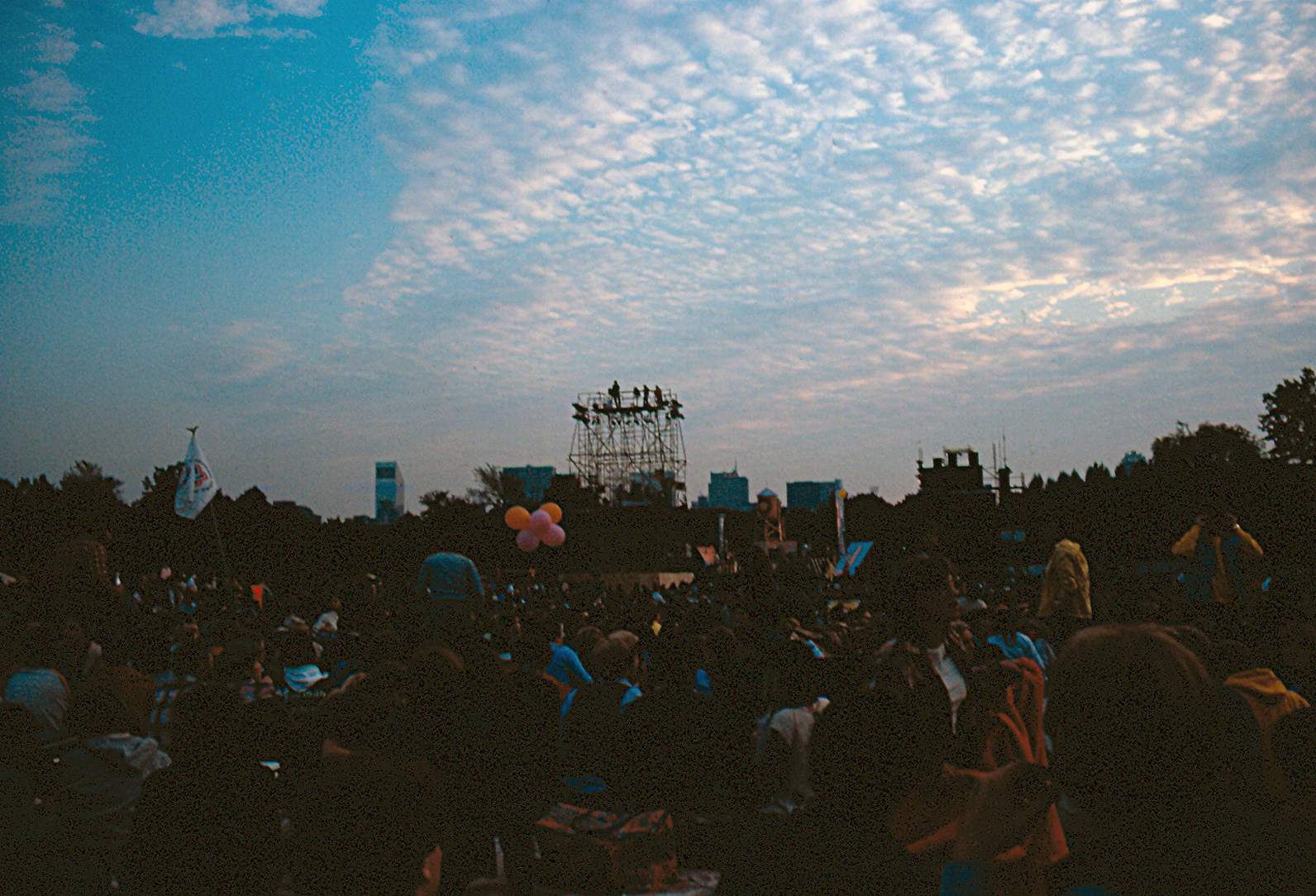
Концерт Саймона и Гарфанкела в Центральном парке в 1981 году посетило более 500 000 человек, что на тот момент побило все рекорды по посещаемости

К 1980 году сольные карьеры участников дуэта шли неважно. Чтобы помочь смягчить экономический спад в Нью-Йорке, концертный промоутер Рон Делзенер предложил провести бесплатный концерт в Центральном парке. Делзенер связался с Саймоном с идеей воссоединения дуэта Саймона и Гарфанкела, и как только Гарфанкел согласился, были составлены организационные шаги по воссоединению. Концерт, состоявшийся 19 сентября 1981 года, собрал более 500 000 человек, что на тот момент было самой большой посещаемостью за всю историю. Лейбл Warner Bros. Records выпустил концертный альбом The Concert in Central Park, который стал дважды платиновым в США. 90-минутная запись концерта была продана HBO более чем за 1 миллион долларов. Концерт вызвал новый интерес к работам Саймона и Гарфанкела. Они провели несколько «бесед по душам», пытаясь оставить свои разногласия позади. Дуэт отправился в мировое турне, начавшееся в мае 1982 года, но их отношения опять стали напряжёнными. На протяжении большей части тура они не разговаривали друг с другом.
Warner Bros. настаивала на том, чтобы дуэт продлил турне и выпустил новый студийный альбом. У Саймона был готов новый материал, и, по словам Саймона, «Арти убедил его, что мог бы сделать аранжировку для двух голосов». Однако дуэт снова поссорился. Гарфанкел отказался разучивать песни в студии и не отказался от своих давних привычек к марихуане и сигаретам, несмотря на просьбы Саймона. Вместо этого материал пошёл на альбом Саймона Hearts and Bones 1983 года. Его пресс-секретарь сказал: «Пол просто почувствовал, что материал, который он написал, настолько близок к его собственной жизни, что это должна была быть его собственная запись. Арт надеялся попасть в альбом, но я уверен, что будут и другие проекты, над которыми они будут работать вместе». Ещё один разрыв произошёл, когда длительная запись альбома Саймона 1986 года Graceland помешала Гарфанкелу поработать с инженером Роем Хейли над его рождественским альбомом The Animals' Christmas (1985). В 1986 году Саймон сказал, что он и Гарфанкел остались друзьями и хорошо ладили, «как когда им было по 10 лет», но это было давно, когда они ещё не работали вместе.

### 1990—2018: Награды и финальный тур
«Мы неописуемы. Вы никогда этого не запечатлеете. Это вросшая, глубокая дружба. Да, там есть глубокая любовь. Но есть ещё и дерьмо».
В 1990 году Саймон и Гарфанкел были избраны в Зал славы рок-н-ролла. Гарфанкел поблагодарил Саймона, назвав его «человеком, который больше всего обогатил его жизнь, пропустив эти песни через себя»; Саймон ответил: «Мы с Артуром почти ни в чём не сходимся во мнениях. Но это правда, я немного обогатил его жизнь». Исполнив три песни, дуэт ушёл, не произнеся ни слова. В августе 1991 года Саймон устроил свой собственный концерт в Центральном парке, несколько месяцев спустя выпущенный в виде концертного альбома Paul Simon's Concert in the Park. Он отклонил предложение Гарфанкела выступить с ним в парке.
К 1993 году отношения оттаяли, и Саймон пригласил Гарфанкела в международное турне. После 21 аншлагового выступления в театре Paramount в Нью-Йорке и концерта на благотворительном вечере Bridge School в Калифорнии в том же году они совершили турне по Дальнему Востоку. Они вновь стали язвительными по отношению друг к другу вплоть до конца десятилетия. Саймон поблагодарил Гарфанкела, когда того избрали в Зал славы рок-н-ролла в 2001 году в качестве сольного исполнителя: «Я сожалею о прекращении нашей дружбы. Я надеюсь, что когда-нибудь, прежде чем мы умрём, мы заключим мир друг с другом»; после паузы он добавил: «Не будем спешить».
В 2003 году Саймон и Гарфанкел получили награду за музыкальные достижения всей жизни на 45-й ежегодной церемонии вручения премии «Грэмми», промоутеры которой убедили их выступить с песней «The Sound of Silence». Выступление удовлетворило обоих, и они запланировали полномасштабный «реюнион-тур» (тур воссоединения). Тур The Old Friends начался в октябре 2003 года и прошёл при аншлагах по всем Соединённым Штатам. Они отыграли 40 концертов до середины декабря, заработав, по оценкам, около 123 миллионов долларов. Второй этап тура в США начался в июне 2004 года и состоял из 20 городов. После тура по 12 городам Европы в 2004 году они завершили своё девятимесячное турне бесплатным концертом на Виа-дей-Фори-Империали перед Колизеем в Риме 31 июля 2004 года. Это выступление привлекло 600 тысяч поклонников, на 100 тысяч больше, чем их концерт в Центральном парке за 23 года до этого. В 2005 году Саймон и Гарфанкел исполнили три песни на благотворительном концерте в честь урагана Катрина в Мэдисон-сквер-Гарден, включая выступление с певцом Аароном Невиллом.

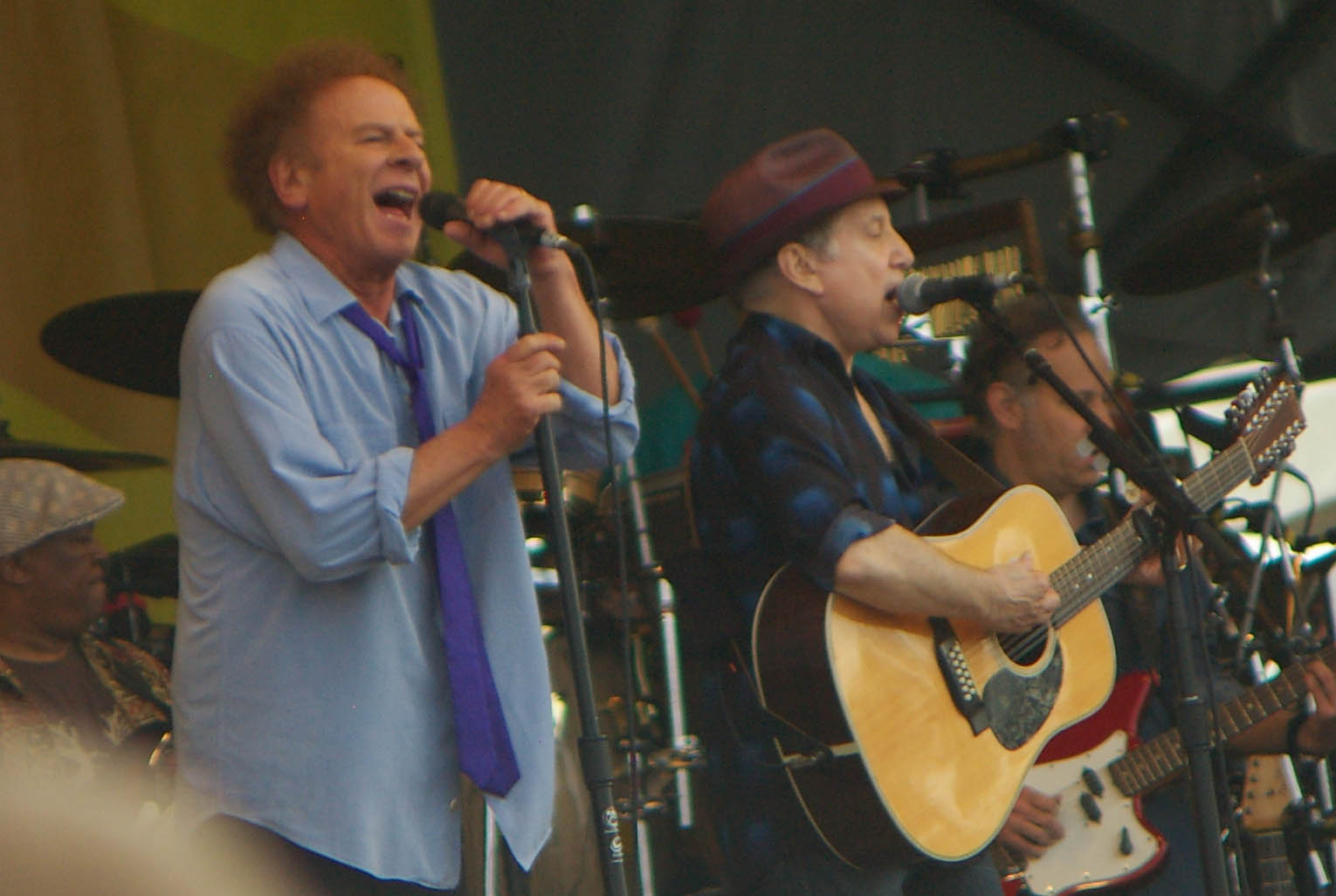
Дуэт на Новоорлеанском фестивале джаза и наследия, 2010 год

В феврале 2009 года Саймон и Гарфанкел воссоединились для исполнения трёх песен во время двухдневного выступления Саймона в нью-йоркском Beacon Theatre. Это привело к «реюнион-туру» по Азии и Австралии в июне—июле 2009 года. 29 октября 2009 года они исполнили пять песен на 25-м юбилейном концерте Зала славы рок-н-ролла в Мэдисон-сквер-Гарден. В январе 2010 года у Гарфанкела возникли проблемы с голосом из-за повреждения голосовых связок в результате инцидента, в ходе которого он подавился кусочком лобстера. Для Гарфанкела их выступление в качестве хедлайнера на фестивале New Orleans Jazz & Heritage Festival в том же году было весьма трудным. «Я был ужасен и безумно нервничал. Я полагался на Пола Саймона и любовь толпы», — сказал он Rolling Stone несколько лет спустя.
У Гарфанкела был диагностирован парез голосовых связок, и оставшиеся даты тура были отменены. Однако дуэт снова собрался два месяца спустя, чтобы исполнить песню «Mrs. Robinson» на вручении премии Американского института кинематографии за достижения всей жизни режиссёру Майку Николсу, что, как полагает Rolling Stone, стало их последним совместным выступлением. Менеджер Гарфанкела Джон Шер сообщила Саймону, что тот восстановится в течение года, чего не произошло — это серьёзно сказалось на ухудшении отношений между музыкантами. Саймон продолжал публично желать Гарфанкелу крепкого здоровья и хвалил его «ангельский» голос. Гарфанкел восстановил свои вокальные данные в течение следующих четырёх лет, выступая с концертами в гарлемском театре и перед андеграундной аудиторией.
В 2014 году Гарфанкел в интерьвью Rolling Stone заявил, что он верил в повторное турне с Саймоном, однако сказал: «Знаю, что поклонники любят Саймона и Гарфанкела. Я с ними. Но не думаю, что Пол Саймон с ними». В интервью The Daily Telegraph 2015 года Гарфанкел обратился к Саймону, не желающему выступать дуэтом: «Как ты можешь уходить из этого счастливого места на вершине мира, Пол? Что с тобой происходит, идиот? Как ты мог так поступить, придурок?». На вопрос о воссоединении в 2016 году Саймон ответил: «Честно говоря, мы не ладим. Так что это не так уж и весело. Если бы это было весело, я бы сказал: „Хорошо, иногда мы будем выходить куда-нибудь и в такт петь старые песни“. Это круто. Но когда это неинтересно, знаете ли, и, когда ты попадаешь в напряжённую ситуацию, ну, тогда у меня есть много музыкальных направлений, в которых мне нравится играть. Так что такое больше никогда не повторится. Вот и всё». В феврале 2018 года Саймон объявил о прекращении гастрольной деятельности.

## Музыкальный стиль и наследие

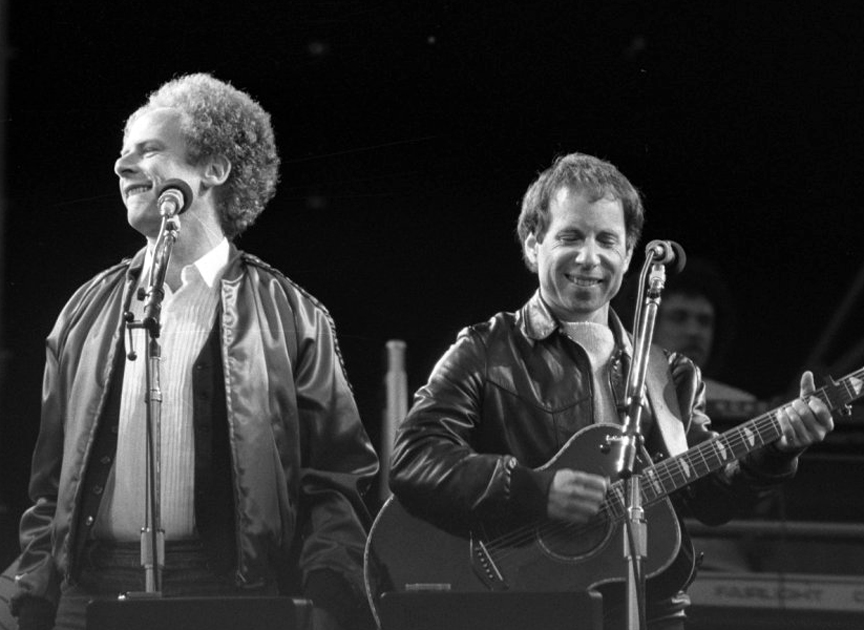
Концерт в Роттердаме, 1982 год

На протяжении своей карьеры музыка Саймона и Гарфанкела постепенно переходила от базового звучания фолк-рока к более экспериментальным для того времени элементам, включая латиноамериканскую музыку и госпел. Их музыка, по словам Rolling Stone, нашла отклик среди одинокой, отчуждённой молодёжи ближе к концу десятилетия.
Саймон и Гарфанкел подверглись критике на пике своего успеха. В 1968 году критик Rolling Stone Артур Шмидт описал их музыку как «сомнительную». Критик New York Times Роберт Шелтон сказал, что у дуэта был «своего рода подход Микки Мауса, робкий, надуманный». По словам Ричи Унтербергера из AllMusic, их чистый звук и приглушённый лиризм «стоил им некоторых очков популярности в психоделическую эпоху […] пара принадлежала к более утончённому концу спектра фолк-рока и иногда подвергалась критике за определённую студенческую стерильность». Он отметил, что некоторые критики считают более поздние сольные работы Саймона превосходящими песни дуэта.
Согласно Pitchfork, хотя Саймон и Гарфанкел были высоко ценимым фолк-коллективом, «отличавшимся своей интуитивной гармонией и „чёткими“ текстами Пола Саймона»; они были более консервативны, чем сторонники возрождения фолк-музыки из Гринвич-Виллидж. К концу 1960-х они превратились в «„фолк-истеблишмент“… прежде всего безопасный и доступный, что десятилетия спустя делает их идеальными воротами в более странный, резкий и сложный фолк контркультуры 1960-х». Однако их более поздние альбомы использовали более амбициозные методы продюсирования и включали элементы госпела, рока, ритм-н-блюза и классики, раскрывая «огромный музыкальный словарь».
Дуэт входит в число самых продаваемых музыкальных исполнителей, продав более 100 миллионов пластинок по всему миру. Саймон и Гарфанкел заняли 40-е место в списке 100 величайших исполнителей всех времён по версии журнала Rolling Stone за 2010 год и третье место в списке величайших дуэтов за 2015 год. В 2003 году в список 500 величайших альбомов всех времен по версии журнала Rolling Stone вошли Bridge over Troubled Water под номером 51, Parsley, Sage, Rosemary and Thyme под номером 201, Bookends под номером 233, и Greatest Hits под номером 293. В издание 2020 года попал только Bridge over Troubled Water, находящийся на 172-м месте. В свой список 500 величайших песен всех времён (2004) Rolling Stone поставил «Bridge Over Troubled Water» на 47-е, «The Boxer» на 105-е, и «The Sound of Silence» на 156-е места соответственно. В издании того же списка 2021 года «Bridge Over Troubled Water» находится на 66-м, а «The Sound of Silence» на 187-й позиции.

## Награды и номинации

### Премии «Грэмми»
Премия «Грэмми» ежегодно проводится Национальной академией искусства и науки звукозаписи. Саймон и Гарфанкел завоевали в общей сложности 9 конкурсных наград, 4 награды Зала славы и награду за достижения всей жизни.
| Год  | Номинируемая работа               | Категория                                                         | Результат |
| ---- | --------------------------------- | ----------------------------------------------------------------- | --------- |
| 1969 | Bookends                          | Лучший альбом года                                                | Номинация |
| 1969 | «Mrs. Robinson»                   | Лучшая песня года                                                 | Номинация |
| 1969 | «Mrs. Robinson»                   | Лучшая запись года                                                | Победа    |
| 1969 | «Mrs. Robinson»                   | Лучшее вокальное поп-исполнение дуэтом или группой                | Победа    |
| 1969 | The Graduate                      | Лучший саундтрек для визуальных медиа                             | Победа    |
| 1971 | Bridge over Troubled Water        | Лучший альбом года                                                | Победа    |
| 1971 | Bridge over Troubled Water        | Лучшая инженерная запись                                          | Победа    |
| 1971 | «Bridge over Troubled Water»      | Лучшая запись года                                                | Победа    |
| 1971 | «Bridge over Troubled Water»      | Лучшая песня года                                                 | Победа    |
| 1971 | «Bridge over Troubled Water»      | Лучшая современная песня                                          | Победа    |
| 1971 | «Bridge over Troubled Water»      | Лучшая инструментальная аранжировка в сопровождении вокалиста(ов) | Победа    |
| 1971 | «Bridge over Troubled Water»      | Лучшее вокальное поп-исполнение дуэтом или группой                | Номинация |
| 1976 | «My Little Town»                  | Лучшее вокальное поп-исполнение дуэтом или группой                | Номинация |
| 1998 | «Bridge over Troubled Water»      | Премия зала славы премии «Грэмми»                                 | Победа    |
| 1999 | «Mrs. Robinson»                   | Премия зала славы премии «Грэмми»                                 | Победа    |
| 1999 | Parsley, Sage, Rosemary and Thyme | Премия зала славы премии «Грэмми»                                 | Победа    |
| 2003 | Саймон и Гарфанкел                | Музыкальные достижения всей жизни                                 | Победа    |
| 2004 | «The Sound of Silence»            | Премия зала славы премии «Грэмми»                                 | Победа    |

### Прочее
- Awit Awards[англ.] (1969) — сингл года в иностранном отделе («The Sound of Silence»)[153];
- Awit Awards (1969) — Альбом года в иностранном отделе (The Graduate)[153];
- BRIT Awards (1977) — Международный альбом (Bridge over Troubled Water)[106];
- Зал славы рок-н-ролла (1990) — избранные[106];
- Зал славы вокальных групп (2006) — избранные[154].

## Дискография
- Wednesday Morning, 3 A.M. (1964)
- Sounds of Silence (1966)
- Parsley, Sage, Rosemary and Thyme (1966)
- Bookends (1968)
- Bridge over Troubled Water (1970)

## Комментарии
1. ↑  человека, который находит работу для специалистов в мире развлечений и спорта, а также защищает, поддерживает и продвигает интересы своих клиентов